# Organizacja Todta

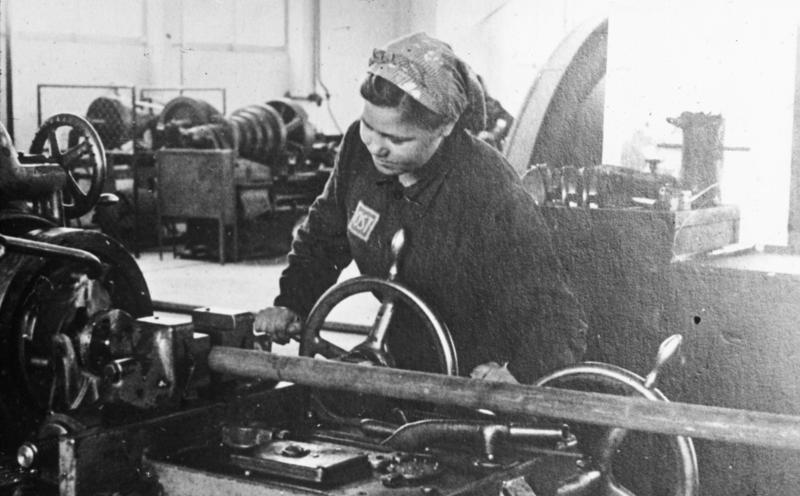
Robotnica przymusowa Organizacji Todta w obozie Auschwitz I

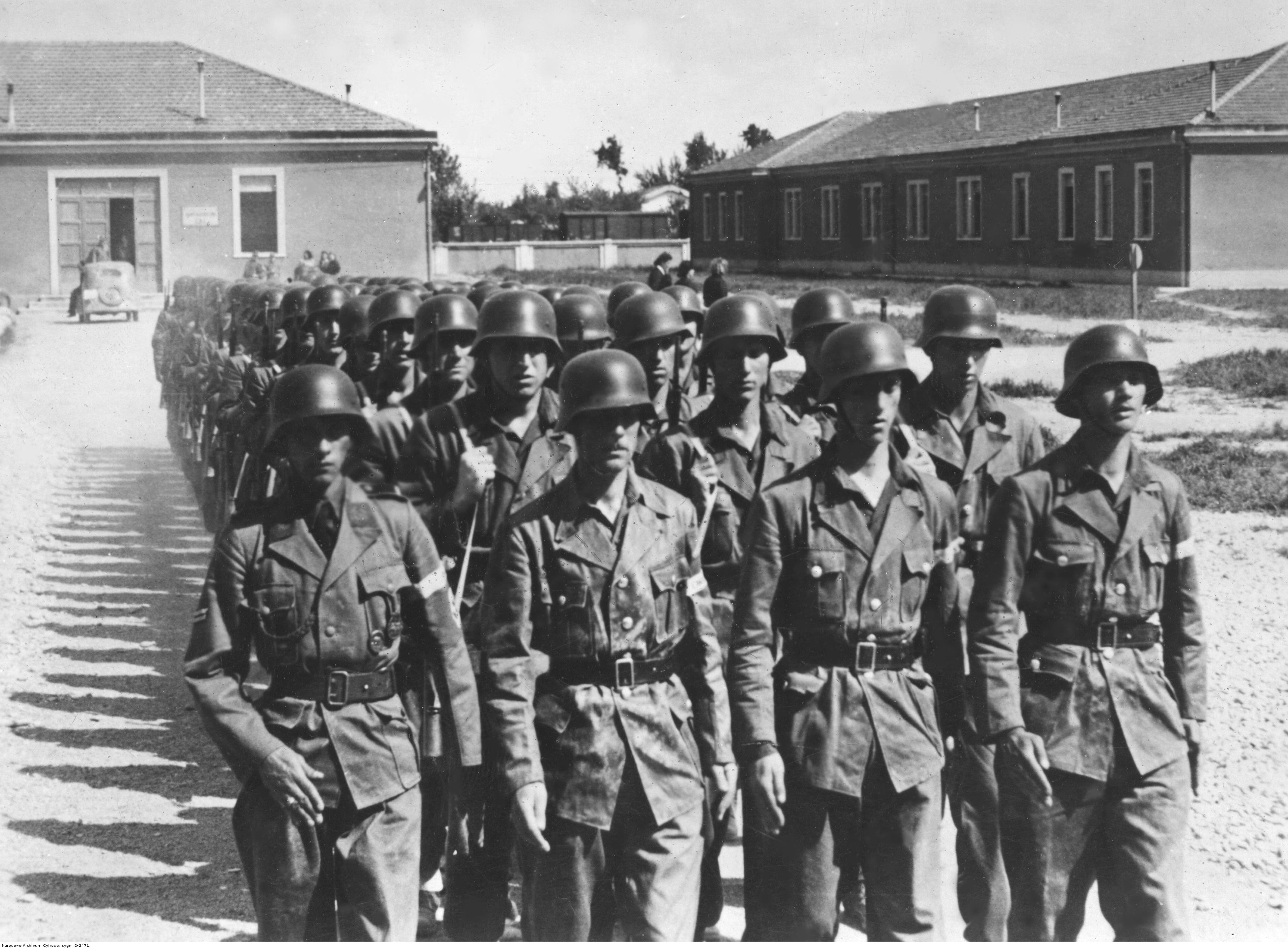
Oddział Organizacji Todta na froncie włoskim

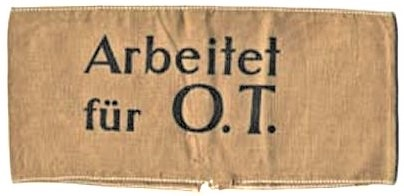
Opaska noszona przez członków Organizacji Todta

Organizacja Todta (niem. Organisation Todt, OT) – utworzona w 1938 roku w nazistowskich Niemczech organizacja, której zadaniem była budowa obiektów wojskowych. Nazwa pochodzi od nazwiska Fritza Todta, który początkowo kierował tą organizacją. Po jego śmierci w 1942, szefem organizacji został Albert Speer.
Tworzyły ją zarówno prywatne firmy budowlane, jak i przedsiębiorstwa państwowe. Organizacja Todta zatrudniała początkowo Niemców niezdolnych do służby wojskowej oraz przedpoborowych, którzy podlegali obowiązkowi pracy w organizacji. W latach II wojny światowej zatrudniano przymusowo także robotników i inżynierów z krajów okupowanych.

## Historia
W latach 1938–1939 organizacja zajmowała się rozbudową linii Zygfryda – umocnionej linii obronnej wzdłuż zachodniej granicy Niemiec. Później budowała kwatery Hitlera, doświadczalny ośrodek rakiet V1 i V2 w Peenemünde, a także stanowiska baterii przeciwlotniczych, stocznie okrętów podwodnych, Wał Atlantycki, linię Gustawa we Włoszech, lotniska wojskowe i strategiczne ciągi komunikacyjne (drogi i niektóre linie kolejowe) w całej okupowanej Europie, w tym w Generalnym Gubernatorstwie. Odpowiadała także za budowę kompleksu Riese.
W okresie 1942–1943 funkcjonował Zarząd „Wołga” Organizacji Todta (niem. Sondereinsatz Wolga, ros. Управление „Волга” организации Тодта) z siedzibą w Borysowie. Po 1943, podczas wycofywania się wojsk niemieckich z terytorium ZSRR, niszczyła obiekty przemysłowe i infrastrukturę, stosując taktykę spalonej ziemi.
Po śmierci Todta w lutym 1942 kierownictwo organizacją przejął Albert Speer, minister do spraw uzbrojenia III Rzeszy. W 1944 liczba zatrudnionych w Organizacji Todta osiągnęła 340 tys. ludzi. Ponadto – w ramach programu pracy przymusowej wdrożonego przez Fritza Sauckela – w organizacji pracowało ok. 1,4 mln jeńców wojennych i więźniów obozów koncentracyjnych. Pod koniec wojny z powodu braku siły roboczej w szeregi organizacji powołano także 10–20 tys. Mischlingów. Z tych powodów organizacja od 1944 była nadzorowana przez oddziały SS.